# Say You, Say Me
Singles de Lionel Richie
Penny Lover
(1984) Dancing on the Ceiling
(1986)
Pistes de Dancing on the Ceiling
Tonight Will Be Alright Night Train (Smooth Alligator)
Say You, Say Me est une chanson écrite et chantée par l'artiste américain Lionel Richie, sortie le 25 novembre 1985 sous le label Motown et enregistrée pour le film Soleil de nuit. 
1er single extrait de l'album Dancing on the Ceiling (1986), Say You, Say Me est produit par Lionel Richie et Narada Michael Walden. Le single arrive numéro un aux États-Unis dans le classement Billboard Hot 100 et Hot R&B/Hip-Hop Songs en décembre 1985. Le titre n'est pas disponible sur la bande-originale du film produite par le label Atlantic Records en raison d'un refus de la Motown. En 1986, elle remporte l'Oscar de la meilleure chanson originale.
En France, le single se vend à 357 000 exemplaires, tout en rentrant parmi les dix meilleures places du Top 50.

## Classement par pays
| Classement (1985/86)             | Meilleure position |
| -------------------------------- | ------------------ |
| Autriche (Ö3 Austria Top 40)     | 6                  |
| France (SNEP)                    | 4                  |
| Allemagne (Media Control Charts) | 12                 |
| Japon (Hot 100)                  | 25                 |
| Nouvelle-Zélande (RMNZ)          | 8                  |
| Norvège (VG-lista)               | 1                  |
| Pays-Bas (Nederlandse Top 40)    | 1                  |
| Suède (Sverigetopplistan)        | 1                  |
| Suisse (Schweizer Hitparade)     | 1                  |
| Royaume-Uni UK Singles Chart     | 8                  |
| États-Unis (Hot 100)             | 1                  |
| États-Unis (Adult Contemporary)  | 1                  |
| États-Unis (R&B/Hip-Hop Songs)   | 1                  |

### Classement annuel
| Classement (1986) | Meilleure position |
| ----------------- | ------------------ |
| France (SNEP)     | 28                 |